# 私はゾンビと歩いた!

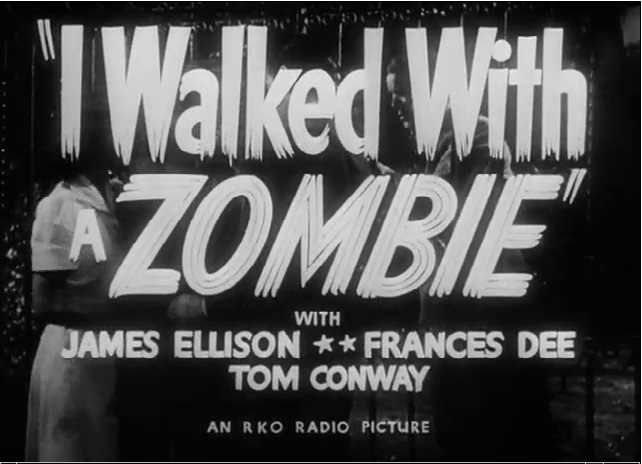
予告編より

『私はゾンビと歩いた!』（わたしはゾンビとあるいた、I Walked with a Zombie）とは、1943年公開のアメリカ合衆国のホラー映画。監督はジャック・ターナー。出演はジェームズ・エリソン、フランシス・ディー。カリブ海地域の砂糖プランテーション経営者の妻が病気になり、その世話をするために島にやってきた看護師が、ブードゥー教やゾンビといった超自然現象に遭遇するという話。原作はアイネズ・ウォレスの『I Walked with a Zombie』で、シャーロット・ブロンテの『ジェーン・エア』の語り口を採り入れている。ヴァル・リュートンがRKOのために作った2本目のホラー映画である。
なお、『私はゾンビと歩いた!』という邦題はIVCからリリースされているDVDにつけられたもので、それ以前には『生と死の間』、『ブードゥリアン』（NECアベニューからビデオ発売）と呼ばれていた。

## あらすじ
カナダ人看護師ベッツィー・コネルはかつて「ゾンビと歩いた」ことがあった。
それはカリブ諸島で砂糖プランテーションを経営するポール・ホランドに雇われて、彼の病気の妻ジェシカの世話をしていた時のこと。
ジェシカは生ける屍状態で、ベッツィはインスリン・ショック療法を試すも効果なし。そんな時、女中のアルマから、ブードゥー教の司祭が同様の症状の患者を治したという話を聞く。ベッツィはジェシカを連れて、司祭の小屋を訪ねるが、司祭はポールの母のランド夫人で、ジェシカは治らないと告げられる。小屋の外に出ると黒人たちがジェシカはゾンビだと騒いでいる。ジェシカに剣を刺しても血が出なかったからだ。
ランド夫人はポールの父の死後、再婚して息子ウェズリーを生んでいた。ポールとは異父兄弟である。そのウェズリーはジェシカを愛していた。ランド夫人は兄弟が争うことを避けようと、ジェシカを呪い、ゾンビにしたと告白する。ベッツィ、ポール、医師はその話を信じないが、ウェズリーだけは信じ、ジェシカを救うため、ともに海に身投げした。

## Cast
- ベッツィー・コネル; フランシス・ディー（英語版）
- ポール・ホランド; トム・コンウェイ（英語版）
- ウェズリー・ランド; ジェームズ・エリソン（英語版）
- ランド夫人; エディス・バレット（英語版）
- マックスウェル医師; ジェームズ・ベル（英語版）
- ジェシカ・ホランド; クリスティン・ゴードン
- アルマ; テレサ・ハリス（英語版）
- カリプソ歌手; サー・ランスロット

## 制作
I Walked with a Zombieというタイトルはアイネズ・ウォレスが『The American Weekly』誌に寄せた記事のタイトルで、RKOの重役陣は映画化にあたってそのタイトルを使うよう、プロデューサーのヴァル・リュートンに要求した。ウォレスの記事は彼女自身の「ゾンビ」体験について書いたものだが、このゾンビとは生ける屍のことではなく、ハイチのプランテーションで働かされる人々のことで、彼らの声帯と認知能力は薬物使用のため失われていた。簡単な命令なら理解できたので彼らは従順な召使いとして使役されていた。
リュートンは、シャーロット・ブロンテの『ジェーン・エア』を換骨奪胎し、ハイチに伝わるブードゥー教を調べるよう、脚本家に指示した。つまり、ジェーン・エアの西インド諸島版を目論んだのである。脚本にあたったのはカート・シオドマクとアーデル・レイ。シオドマクの創ったプロットは、農園の妻を中心に展開され、彼女がパリに帰ることを阻止するためゾンビにされるというものだったが、レイとリュートンの手で大幅に直された。
フランシス・ディーの役は当初アンナ・リーが予定されていたが、他の仕事があったので出られなかった。
クランクインは1942年10月26日。レイによると「乏しい予算」だったという。クランクアップ11月19日で、1ヶ月にも満たない撮影だった。

## 公開
1943年4月、原作者ウォレスの故郷オハイオ州クリーブランドでプレミア公開。
同年4月21日にニューヨークで封切られ、4月30日に拡大公開した。
1956年にはRKOによりリバイバル上映された。

## 評価
初公開時の評価は賛否両論だった。『ニューヨーク・タイムズ』紙は批判的で、「病的で異常な生命の概念をもやもやとおぞましく表現している」。『ボストン・グローブ』紙は「展開がうまくいっておらず、ラストは説得力のないクライマックスと度を越したメロドラマで終わる」。一方、『デイリーニューズ』紙のワンダ・ヘイルは「背筋がゾッとするホラー映画」と称賛し、3つ星満点で星2つ半をつけた。
近年では、レナード マルティンがこの映画の雰囲気とストーリーを「非凡なるヴァル・リュートンのスリラー」と絶賛し、4つ星満点で星3つ半をつけるなど評価は高い。日本でも2017年11月20日に行われた上映会のトークショーで、映画監督の黒沢清が「ゾンビというアイディアからこのような物語を紡ぎ出すことに驚嘆する」と感想を述べている。